# Міно (птах)
Міно (Mino) — рід горобцеподібних птахів родини шпакових (Sturnidae). Ці птахи мешкають у тропічних лісах Нової Гвінеї.

## Класифікація
До роду відносять три види:
- Mino anais — міно золотоволий
- Mino dumontii — міно золотощокий
- Mino kreffti — міно довгохвостий